# Skalité
Skalité es un municipio del distrito de Čadca en la región de Žilina, Eslovaquia, con una población estimada a final del año 2024 de 5274 habitantes.
Se encuentra ubicado al noroeste de la región, cerca del curso alto del río Váh (cuenca hidrográfica del Danubio) y de la frontera con la República Checa y Polonia.

## Demografía
| Año        | 1994 | 2004    | 2014    | 2024    |
| ---------- | ---- | ------- | ------- | ------- |
| Población  | 4947 | 5065    | 5247    | 5274    |
| Diferencia |      | +2,38 % | +3,59 % | +0,51 % |

| Año        | 2023 | 2024    |
| ---------- | ---- | ------- |
| Población  | 5261 | 5274    |
| Diferencia |      | +0,24 % |